# 上海异人娼馆
上海异人娼馆是一部1981年法国与日本合作拍摄的影片，由寺山修司导演，克劳斯·金斯基主演，法国上映名为Les fruits de la passion，日本上映名为Shanghai Ijin Shōkan - China Doll（日语：／ Shiyanhaiijinshoukan Chaina dōru）。这部电影改编自安娜·德克洛的《Retour à Roissy》，即《O的故事》第二部。

## 剧情
在20世纪20年代的中国南部，Sir Stephen拥有一家赌场。Sir Stephen将O 安置于一所中国妓院来"训练"她，O进行了一系列屈辱来证明她的无条件的服从于Sir Stephen。日文異人即是外國人意
剧中穿插讲述了一个苦力由于怨恨与当地人向欧洲人反抗，一个年轻人在妓院艰难地渴求O的青睐。片中的娼館裡設計許多情趣器材，令人耳目一新

## 演员表
- 依莎贝尔·伊利尔斯（Isabelle Illiers） - O
- 克劳斯·金斯基 - 斯蒂芬先生
- Arielle Dombasle - Nathalie
- Peter - Madame
- 新高惠子 - 愛染
- 山口小夜子 - 咲耶
- 高橋ひとみ - 白兰
- 小野美幸 - Kasen
- Yuka Kamebuchi
- 中村研一 - 王学
- 藤田敏八 - 島田
- 殿山泰司
- Akiro Suetsugu - Obana
- 石橋蓮司 - 加藤
- Takeshi Wakamatsu - Le gardien de la maison
- Georges Wilson - 解说
- Maria Meriko - La mort

## 外部連結
- 互联网电影数据库（IMDb）上《上海异人娼馆》的资料（英文）